# 和黄白猫
和黄白猫，全称上海和黄白猫有限公司，是2006年3月由和记黄埔（改組後成為長江和記實業有限公司）和上海白猫（集团）有限公司成立的中港合资企业，其前身为上海永新化学工业股份有限公司、上海白猫有限公司，成立于1948年，总部设在上海。公司主要生产“白猫”、“佳美”、“威煌”、“凯玛仕”等品牌的各类清洁制品及相关洗化用品。

## 历史
和黄白猫的历史可以追溯至1948年赵春咏創辦的上海永新化学工业股份有限公司，厂址位于上海县华泾乡永泰村，主要生产肥皂、甘油和硬脂酸。中华人民共和国成立后的1951年，更名为上海永星化学工业股份有限公司。1955年，更名為为公私合营上海永星製皂廠。1959年，上海永星生产出中国第一袋合成洗衣粉—工农牌合成洗衣粉。1962年，永星合成洗涤剂厂将出口的高级洗衣粉以白猫商标命名。1966年，上海永星更名為國營上海合成洗涤剂厂。1962年到1985年间，白猫先后推出高泡型洗衣粉、中国第一包加酶洗衣粉、超浓缩洗衣粉。1985年11月，白猫洗洁精投产，此后该产品连续多年位居中国大陆洗洁精销售量首位，一直至2013年。1970-80年代，白猫产品连续十多年获得港澳地区销量首位。1990年，白猫产品总量达78370吨，销售收入2.5亿元，职工数超过1500人，是当时中国大陆规模最大的合成洗涤剂专业厂，被评为国家二级企业。
1993年，上海合成洗涤剂厂与新鸿基合资建立上海白猫有限公司；1995年，上海合成洗涤剂厂改制為上海白猫（集团）有限公司。该厂之后推进销地产战略，在重庆万州区、辽宁抚顺、重庆江北区等地建设生产基地。2006年，上海白猫（集团）有限公司將上海白猫有限公司80%的股權轉讓給和记黄埔（改組後成為長江和記實業有限公司），上海白猫有限公司更名為上海和黄白猫有限公司。截至2017年，上海和黄白猫的第一大股东为香港日用化工产品有限公司，持股比例为62%，上海白猫（集团）有限公司持股20%，香港富豪李嘉诚旗下的和记黄埔（中国）投资有限公司持股18%。當年10月9日，上海白猫（集团）有限公司將持有的20%上海和黄白猫有限公司的股权转让。但自2015年以来，和黄白猫持续处于资不抵债状态，截至2017年8月底，资产总计11亿元，负债总计14亿元，所有者权益-2.89亿元。
早在二十世纪四十年代，市场上已出现白猫牌的商品，例如白猫牌花布、白猫牌乒乓球和白猫牌香烟等。公司的“白猫”品牌创立于1963年，由上海永星合成洗涤剂厂开发的高泡洗衣粉所使用，1996年被认定为中华老字号，1999年被评为中国驰名商标，2002年被评为中国名牌产品。2008年4月，白猫集团将白猫商标转给和黄白猫。。2017年10月，白猫集团将上海白猫的剩余20%股份卖给李嘉诚旗下的和记黄埔，和黄白猫成为和记黄埔旗下全资子公司。

## 主要产品

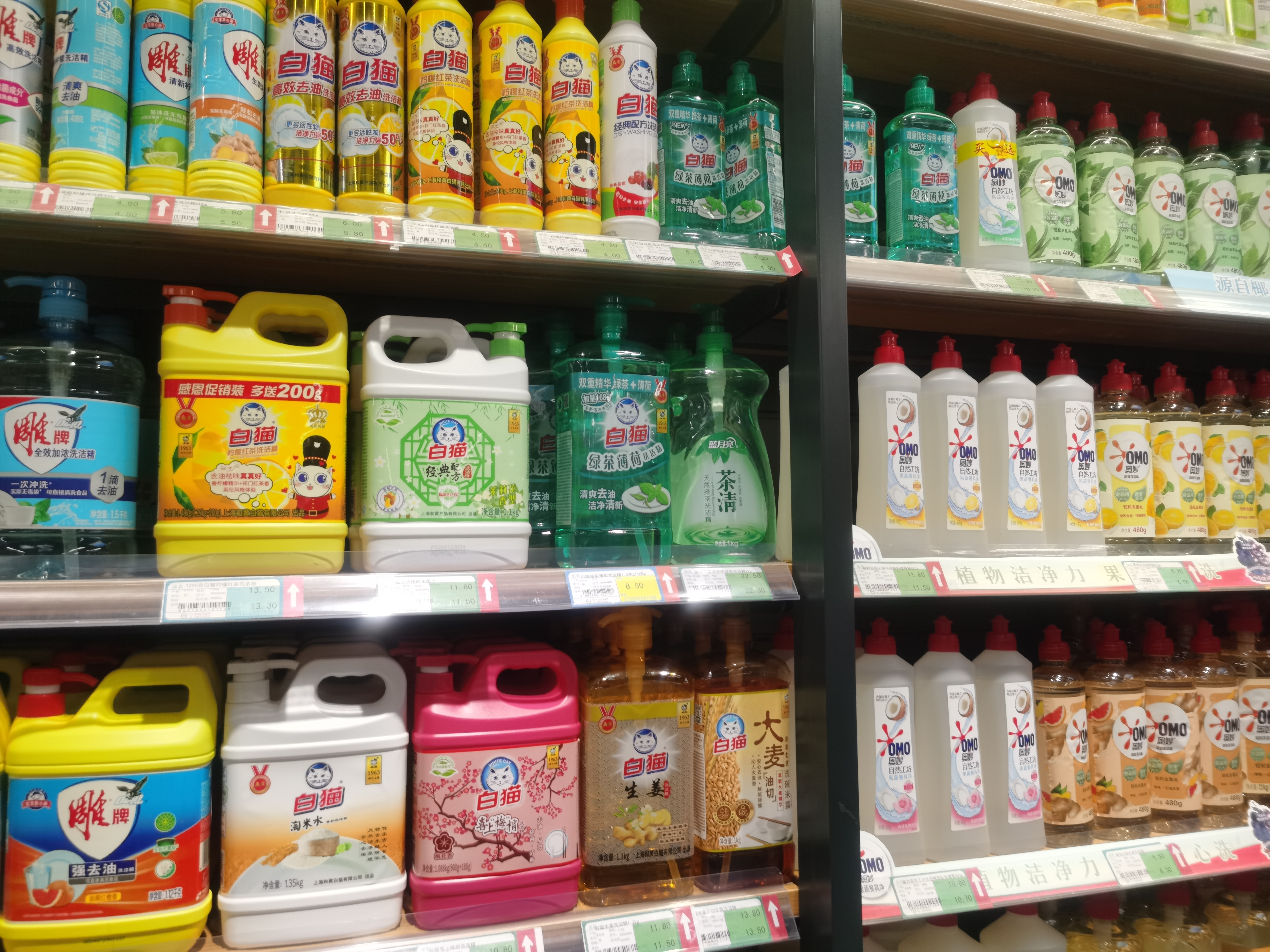
超市货架上的白猫洗洁精

- 洗洁精
- 洗衣粉
- 洗衣液
- 洗衣皂
- 洗衣凝珠
- 玻璃清洗剂
- 洗手液
- 浴室清洗剂
- 卫生消毒用品